# Sergey Klevchenya
Sergey Klevchenya, né le 21 janvier 1971 à Barnaoul est un patineur de vitesse.
En 1994, lors des Jeux olympiques disputés à Lillehammer, il est médaillé d'argent du 500 mètres (derrière son compatriote Aleksandr Golubev) et de bronze sur 1 000 mètres. Il remporte ensuite ses premiers titres, gagnant les Championnats du monde de sprint en 1996 et 1997. Cependant, il ne réedite pas ses performances passées aux Jeux olympiques de Nagano en 1998, prenant seulement la quatorzième place au 500 mètres. Après sa retraite sportive en 2002, Klevchanya est devenu entraîneur de l'équipe nationale russe.

## Palmarès
| Compétition                           | Or             | Argent       | Bronze         |
| Jeux olympiques                       |                | 1994 (500 m) | 1994 (1 000 m) |
| Championnats du monde de sprint       | 1996, 1997     | 1994         |                |
| Championnats du monde simple distance | 1996 (1 000 m) | 1996 (500 m) | 2001 (1 000 m) |